# Quarto (1911)
Quarto byl chráněný křižník italského královského námořnictva. Jednalo se o rychlé plavidlo sloužící především k průzkumu. Ve službě byl v letech 1913–1939. Byl nasazen za první světové války. Je považován za nejlepší italský prvoválečný chráněný křižník.

## Stavba
Křižník postavila italská loděnice Arsenale di Venezia v Benátkách. Stavba byla zahájena roku 1909, na vodu byl křižník spuštěn 19. srpna 1911 a do služby přijat 31. března 1913.

## Konstrukce
Křižník byl vyzbrojen šesti 120mm kanóny, šesti 76mm kanóny a dvěma 450mm torpédomety. Pohonný systém měl výkon 25 000 hp. Tvořily jej čtyři parní turbíny Parsons a deset kotlů Blechynden, pohánějící čtyři lodní šrouby. Nejvyšší rychlost dosahovala 28 uzlů. Dosah byl 2300 námořních mil při rychlosti 15 uzlů.

## Služba
Křižník byl nasazen za první světové války. Vyřazen byl roku 1939.